# 謝爾施利赫特山

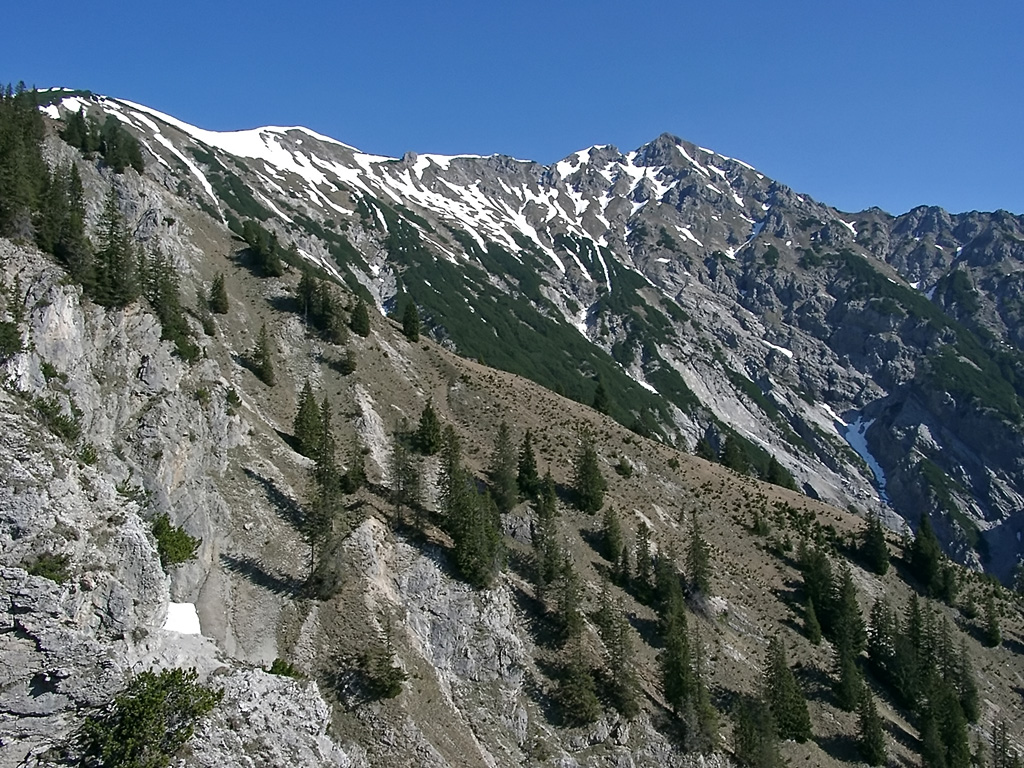

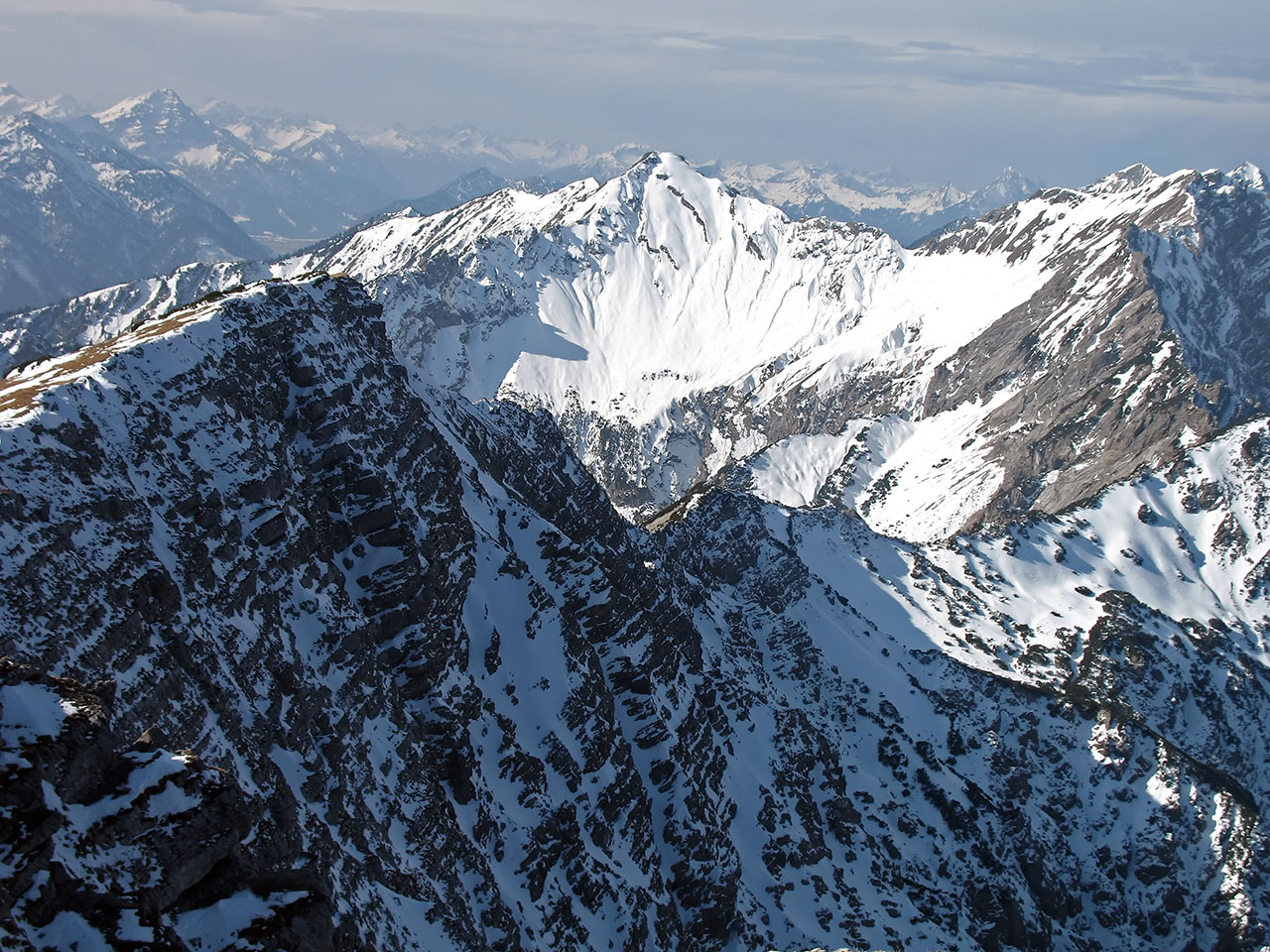

47°30′35″N 10°55′0″E / 47.50972°N 10.91667°E
謝爾施利赫特山（德語：Schellschlicht），是德國的山峰，位於該國東南部，由巴伐利亞負責管轄，屬於阿爾高阿爾卑斯山脈的一部分，海拔高度2,052米，每年平均降雨量1,698毫米。